# Sân bay El Caraño
Sân bay El Caraño (IATA: UIB, ICAO: SKUI) là một sân bay ở Quibdó, Colombia. Sân bay này có 1 đường băng dài 1400 m bề mặt nhựa đường.

## Các hãng hàng không và các tuyến điểm
Hiện có các hãng hàng không sau đây đang hoạt động tại sân bay El Caraño: 
- Aerolínea de Antioquia (Bahía Solano, Medellín, Nuquí)
- Aexpa (Condoto, Medellín-Olaya Herrera (seasonal), Nuquí, Pereira)
- Aires (Bogotá, Medellín-Olaya Herrera)
- EasyFly (Medellín-Olaya Herrera)
- SATENA (Bahía Solano, Bogotá, Cali, Medellín-Olaya Herrera, Nuquí, Pereira)